# Mithridates I. (Pontos)

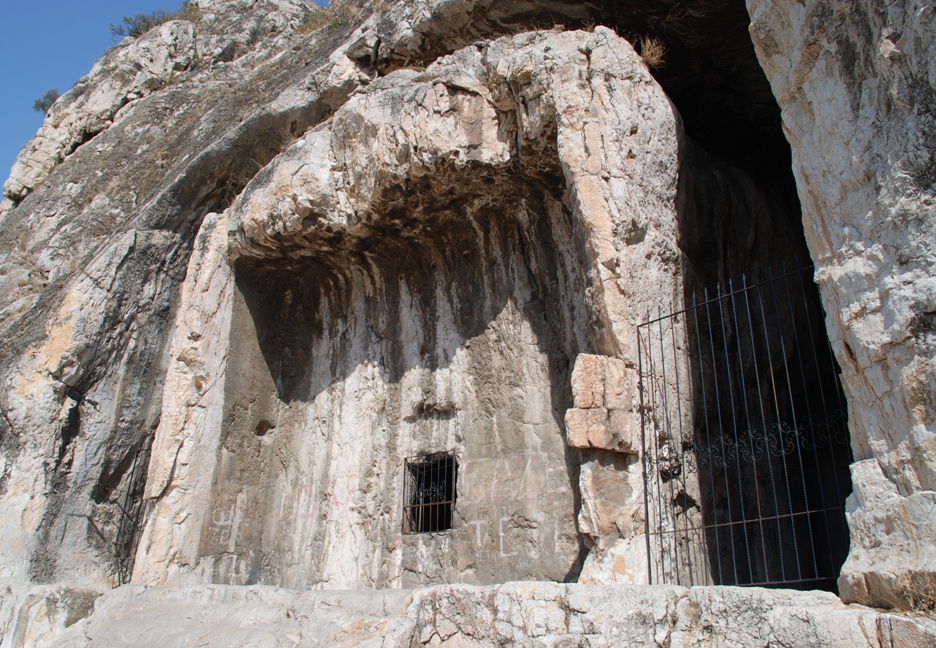
Eines der fünf pontischen Königsgräber von Amasya

Mithridates I. Ktistes (altgriechisch Μιθριδάτης Κτίστης Mithridátēs Ktístēs; * um 349 v. Chr.; † 266 v. Chr.) war der Begründer des Königreiches Pontos an der Südküste des Schwarzen Meeres (der griechische Beiname Ktistes bedeutet im Deutschen „Begründer“).
Sowohl von Diodor als auch von Plutarch wird Mithridates als Sohn eines Ariobarzanes genannt. Nach einer neueren Studie wäre dieser Ariobarzanes der Bruder eines Mithridates, der über Mariandynia und Mysien geherrscht hatte. Mithridates war ein Zeitgenosse der Diadochen und er selbst kämpfte während der Diadochenkriege im Jahr 316 v. Chr. in der Schlacht von Gabiene für Eumenes.
Vermutlich gelangte er nach der Schlacht als Geisel in die Gewalt des Siegers, Antigonos Monophthalmos, welcher nach Alexanders Tod und dem Ende des Eumenes zum Herrscher Asiens aufgestiegen war. Nach einer von Plutarch überlieferten Anekdote soll sich Mithridates mit Demetrios Poliorketes angefreundet haben, dem Sohn des Antigonos, welcher in seinem Alter war. Eines Nachts habe Antigonos in einem Traum ein Feld besucht, auf welchem er zuvor goldenen Samen gesät hatte und sich nun eine goldene Ernte erhoffte. Allerdings waren die Ähren des Feldes zu seinem Ärger bereits abgeerntet und Stimmen verrieten ihm, dass Mithridates der Übeltäter gewesen sei. Durch diesen Traum habe Antigonos einen Verdacht gegen Mithridates gefasst, aufgrund dessen er seine Beseitigung plante. Er weihte seinen Sohn Demetrios ein, der aber seinen Freund rechtzeitig warnte, worauf Mithridates vom Hof des Antigonos fliehen konnte. Die Glaubwürdigkeit dieser Geschichte wird als gering eingestuft, da Plutarch sie zur Veranschaulichung eines mildtätigen Charakters und Gerechtigkeitssinns des Demetrios konstruiert haben dürfte. Folgt man den Angaben Diodors, wurde im Jahr 302 v. Chr. Mithridates’ Onkel in der Nähe seiner Stadt von Antigonos wegen Verrats hingerichtet. Dies geschah vor dem Hintergrund des Kampfes des Antigonos gegen Lysimachos und Kassander, zu denen zuvor schon mehrere antigonidische Statthalter übergelaufen waren. Möglich, dass Antiogonos dabei auch beabsichtigte, Mithridates Ktistes als potentiellen Unruhefaktor auszuschalten, wobei diesem aber die rechtzeitige Flucht gelang.
Jedenfalls konnte sich Mithridates mit einigen Anhängern in die Berge Paphlagoniens absetzen, wo er das befestigte Kimiata zu seiner Basis ausbaute und anschließend Amasia besetzte. Nach und nach weitete er sein Herrschaftsgebiet über das gesamte pontische Kappadokien, also das Land entlang der Schwarzmeerküste Kleinasiens, aus. Das Ende des Antigonos in der Schlacht bei Ipsos 301 v. Chr. dürfte ihn dabei begünstigt haben. Vielleicht schon 297 v. Chr., zeitgleich mit Zipoites, oder aber spätestens 281 v. Chr. nach der Schlacht bei Kurupedion konnte sich Mithridates zum König (basileos) erheben und das Königreich Pontos begründen. Im selben Jahr schloss er ein Bündnis mit der bithynischen Stadt Herakleia Pontike gegen König Seleukos I., den Sieger von Kurupedion, der aber bald darauf ermordet wurde. Weiterhin gewann er die bald darauf nach Kleinasien einfallenden Galater (Kelten) für seine Zwecke. Nach Diodor starb Mithridates im Jahr 266 v. Chr. nach einer Regierungszeit von 36 Jahren und, laut Hieronymos von Kardia, in seinem vierundachtzigsten Lebensjahr.
Mithridates’ Nachfolger wurde sein Sohn Ariobarzanes. Er selbst wurde in seiner Hauptstadt Amasia beigesetzt, ebenso wie alle weiteren pontischen Könige bis 183 v. Chr.